# Équipe des États-Unis féminine de volley-ball
L'équipe des États-Unis féminine de volley-ball est composée des meilleures joueuses américaines sélectionnées par la Fédération américaine de volley-ball (USA Volleyball). Elle est actuellement classée au 4e rang de la FIVB au 16 octobre 2022.
Elle remporte sa première médaille d'or olympique aux Jeux de Tokyo 2020.

## Sélection actuelle
Sélection pour le Grand Prix Mondial 2010.
Entraîneur :  Hugh McCutcheon ; entraîneur-adjoint :  Charles Kiraly

## Palmarès et parcours

### Palmarès
- Jeux Olympiques :
  -  Médaille d'or : 2020
  -  Finaliste : 1984, 2008, 2012, 2024
  -  Troisième : 1992, 2016
- Championnat du monde (1) :
  - Vainqueur : 2014
  - Finaliste : 1967, 2002
  - Troisième : 1982
- Coupe du monde :
  - Finaliste : 2011, 2019
  - Troisième : 2003, 2007, 2015
- Ligue des nations (3) :
  - Vainqueur : 2018, 2019 et 2021
- Grand Prix Mondial (5) :
  - Vainqueur : 1995, 2001, 2010, 2011, 2012, 2015
  - Finaliste : 2016
  - Troisième : 2003, 2004
- World Grand Champions Cup :
  - Finaliste : 2005, 2013
  - Troisième : 2017
- Jeux panaméricains (2) :
  - Vainqueur : 1967 et  2015
  - Finaliste : 1955, 1959, 1963, 1983, 1995
  - Troisième : 1987, 1999, 2003, 2007, 2011
- Championnat d'Amérique du Nord (8) :  
  - Vainqueur : 1981, 1983, 2001, 2003, 2005, 2011, 2013, 2015
  - Finaliste : 1975, 1977, 1979, 1985, 1987, 1991, 1993, 1995, 1997, 1999, 2007, 2019, 2023
  - Troisième : 1969, 1973, 1989
- Coupe panaméricaine (6) :
  - Vainqueur : 2003, 2012, 2013, 2015, 2017, 2018, 2019
  - Finaliste : 2004, 2014
  - Troisième : 2010, 2011, 2016, 2021

### Parcours

#### Jeux Olympiques
| - 1964 : 5e - 1968 : 8e - 1972 : non participant - 1976 : non participant - 1980 : non participant - 1984 : Finaliste - 1988 : 7e - 1992 : 3e - 1996 : 7e - 2000 : 4e | - 2004 : 5e - 2008 : Finaliste - 2012 : Finaliste - 2016 : 3e - 2020 : 1re |

#### Championnat du monde
| - 1952 : 9e - 1956 : non participant - 1960 : non participant - 1962 : non participant - 1967 : Finaliste - 1970 : 11e - 1974 : 12e - 1978 : 5e - 1982 : 3e - 1986 : 10e | - 1990 : non participant - 1994 : 6e - 1998 : non participant - 2002 : Finaliste - 2006 : 9e - 2010 : 4e - 2014 : Vainqueur - 2018 : 5e - 2022 : 4e |

#### Ligue des nations
| - 2018 : Vainqueur - 2019 : Vainqueur - 2021 : Vainqueur - 2022 : 5e |

#### Grand Prix mondial
| - 1993 : 7e - 1994 : 6e - 1995 : Vainqueur - 1996 : 5e - 1997 : 8e - 1998 : 8e - 1999 : non participant - 2000 : 6e - 2001 : Vainqueur - 2002 : 6e | - 2003 : 3e - 2004 : 3e - 2005 : 8e - 2006 : 7e - 2007 : 8e - 2008 : 4e - 2009 : 4e - 2010 : Vainqueur - 2011 : Vainqueur - 2012 : Vainqueur | - 2013 : 6e - 2014 : 6e - 2015 : Vainqueur - 2016 : Finaliste - 2017 : 5e |

#### Coupe du monde
| - 1973 : 6e - 1977 : 7e - 1981 : 4e - 1985 : non participante - 1989 : non participante - 1991 : 4e - 1995 : 7e - 1999 : 9e - 2003 : 3e - 2007 : 3e | - 2011 : Finaliste - 2015 : 3e - 2019 : Finaliste |

#### World Grand Champions Cup
| - 1993 : 4e - 1997 : non qualifiée - 2001 : 5e - 2005 : Finaliste - 2009 : non qualifiée - 2013 : Finaliste - 2017 : 3e |

#### Jeux panaméricains
| - 1955 : Finaliste - 1959 : Finaliste - 1963 : Finaliste - 1967 : Vainqueur - 1971 : 6e - 1975 : 6e - 1979 : 4e - 1983 : Finaliste - 1987 : 3e - 1991 : 5e | - 1995 : Finaliste - 1999 : 3e - 2003 : 3e - 2007 : 3e - 2011 : 3e - 2015 : Vainqueur - 2019 : 7e |

#### Championnat d'Amérique du Nord
| - 1969 : 3e - 1971 : Non qualifié - 1973 : 3e - 1975 : Finaliste - 1977 : Finaliste - 1979 : Finaliste - 1981 : Vainqueur - 1983 : Vainqueur - 1985 : Finaliste - 1987 : Finaliste | - 1989 : 3e - 1991 : Finaliste - 1993 : Finaliste - 1995 : Finaliste - 1997 : Finaliste - 1999 : Finaliste - 2001 : Vainqueur - 2003 : Vainqueur - 2005 : Vainqueur - 2007 : Finaliste | - 2009 : 4e - 2011 : Vainqueur - 2013 : Vainqueur - 2015 : Vainqueur - 2017 : non participante - 2019 : Finaliste - 2021 : 4e - 2023 : Finaliste |

#### Coupe panaméricaine
| - 2002 : 6e - 2003 : Vainqueur - 2004 : Finaliste - 2005 : 4e - 2006 : 4e - 2007 : 4e - 2008 : 5e - 2009 : 4e - 2010 : 3e - 2011 : 3e | - 2012 : Vainqueur - 2013 : Vainqueur - 2014 : Finaliste - 2015 : Vainqueur - 2016 : 3e - 2017 : Vainqueur - 2018 : Vainqueur - 2019 : Vainqueur - 2021 : 3e |

## Galerie

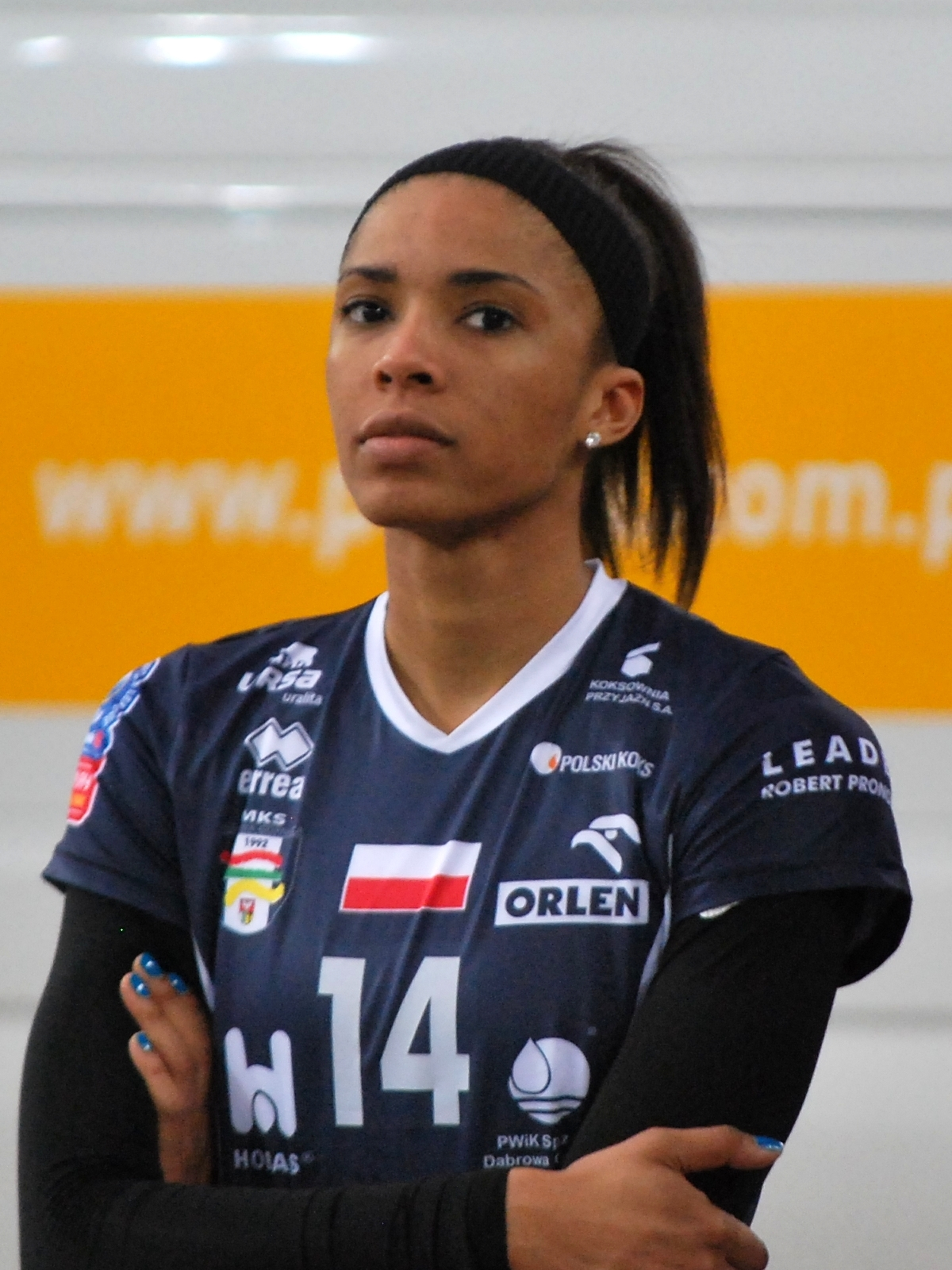
Rachael Adams
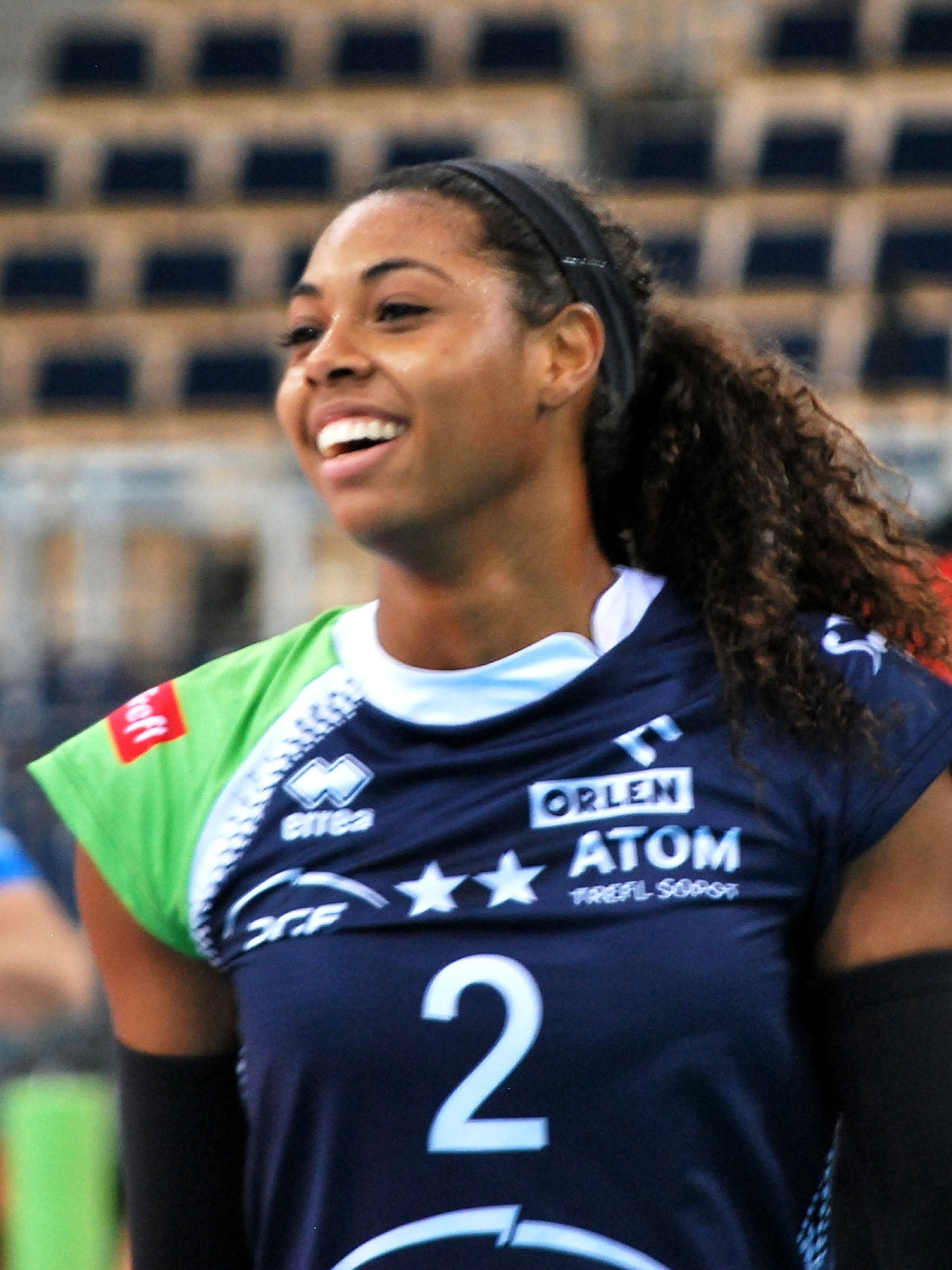
Deja McClendon
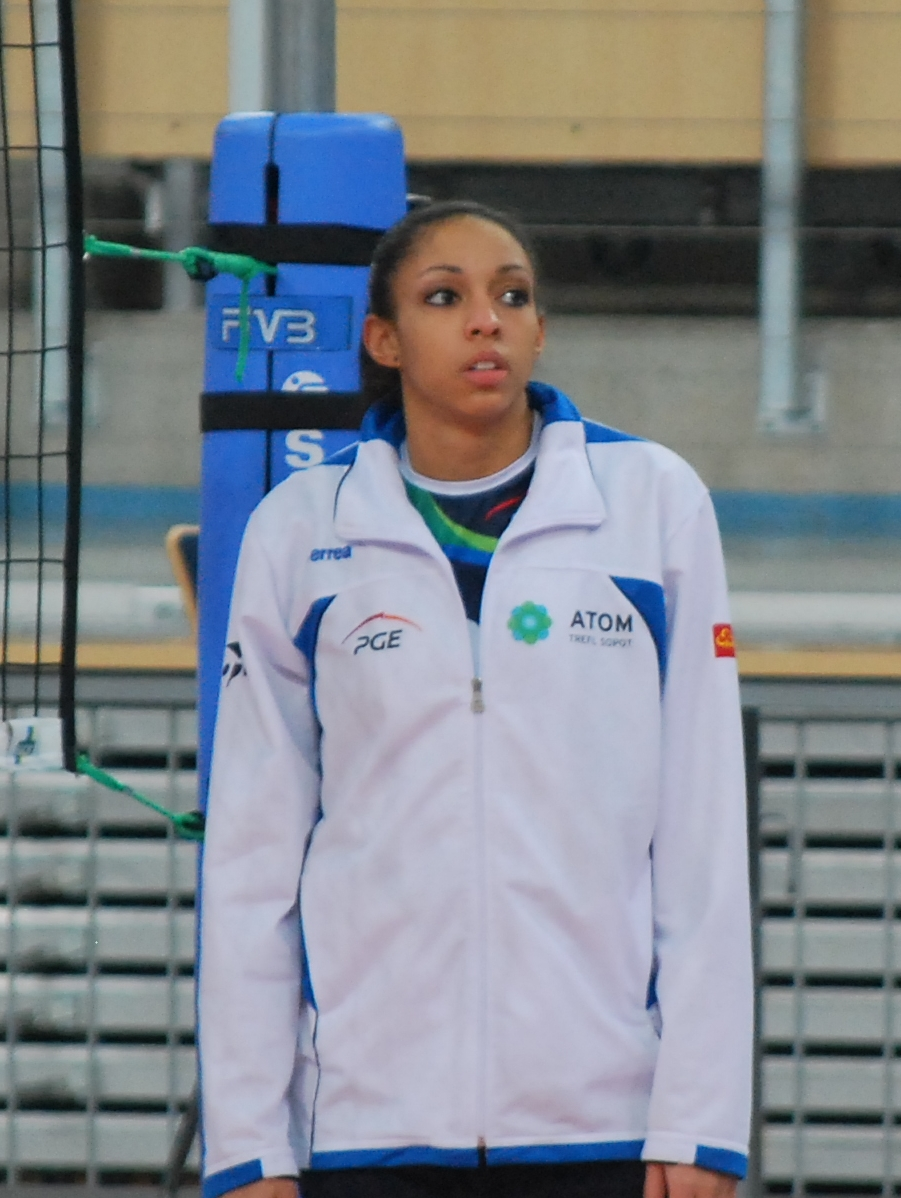
Alisha Glass
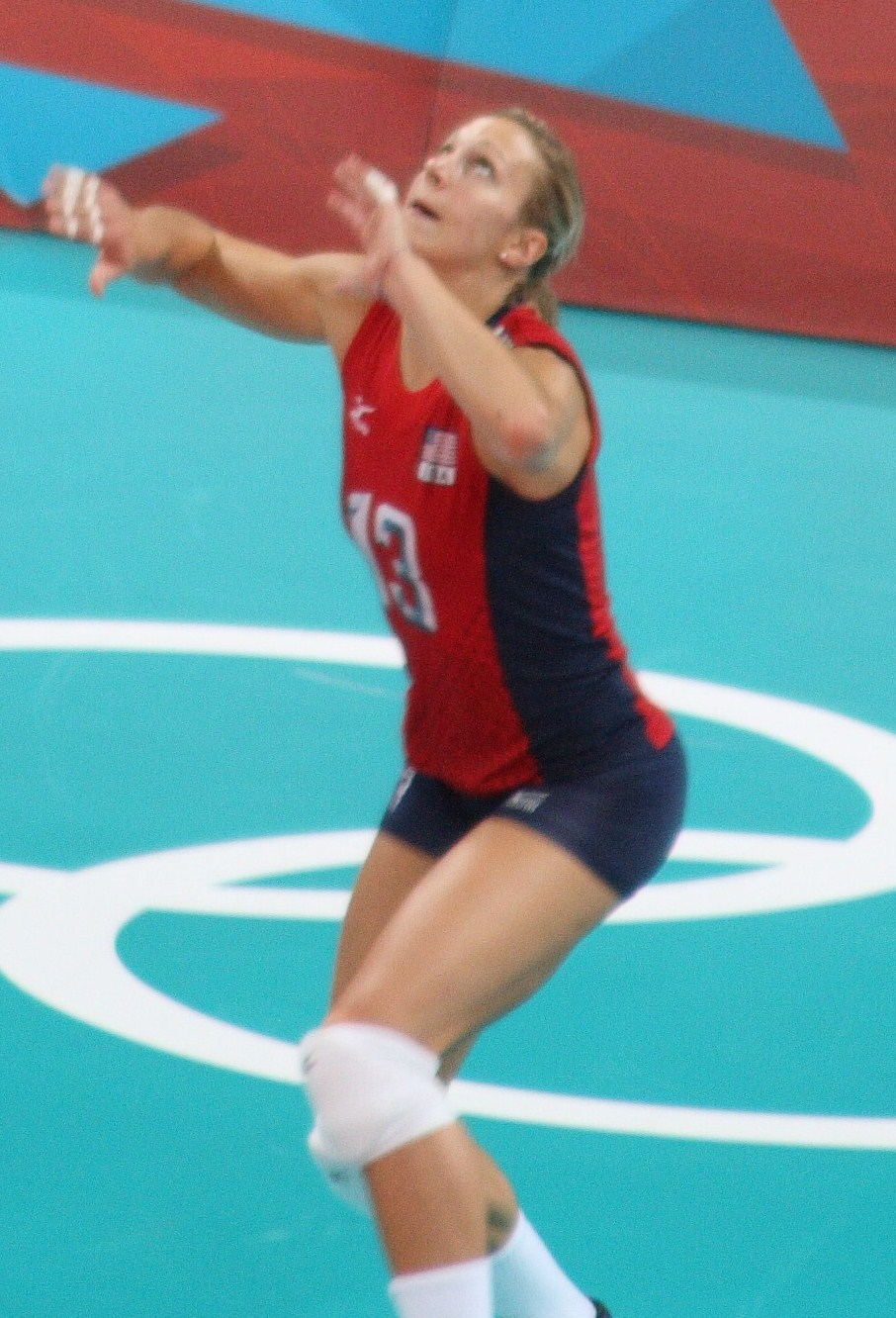
Christa Harmotto
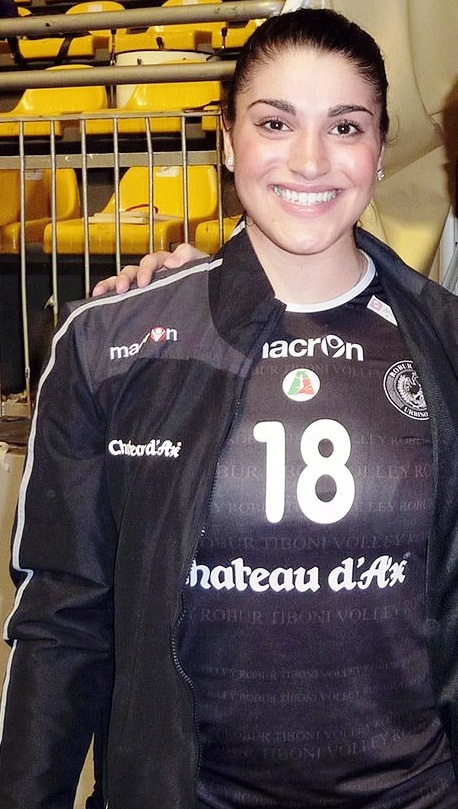
Juliann Faucette
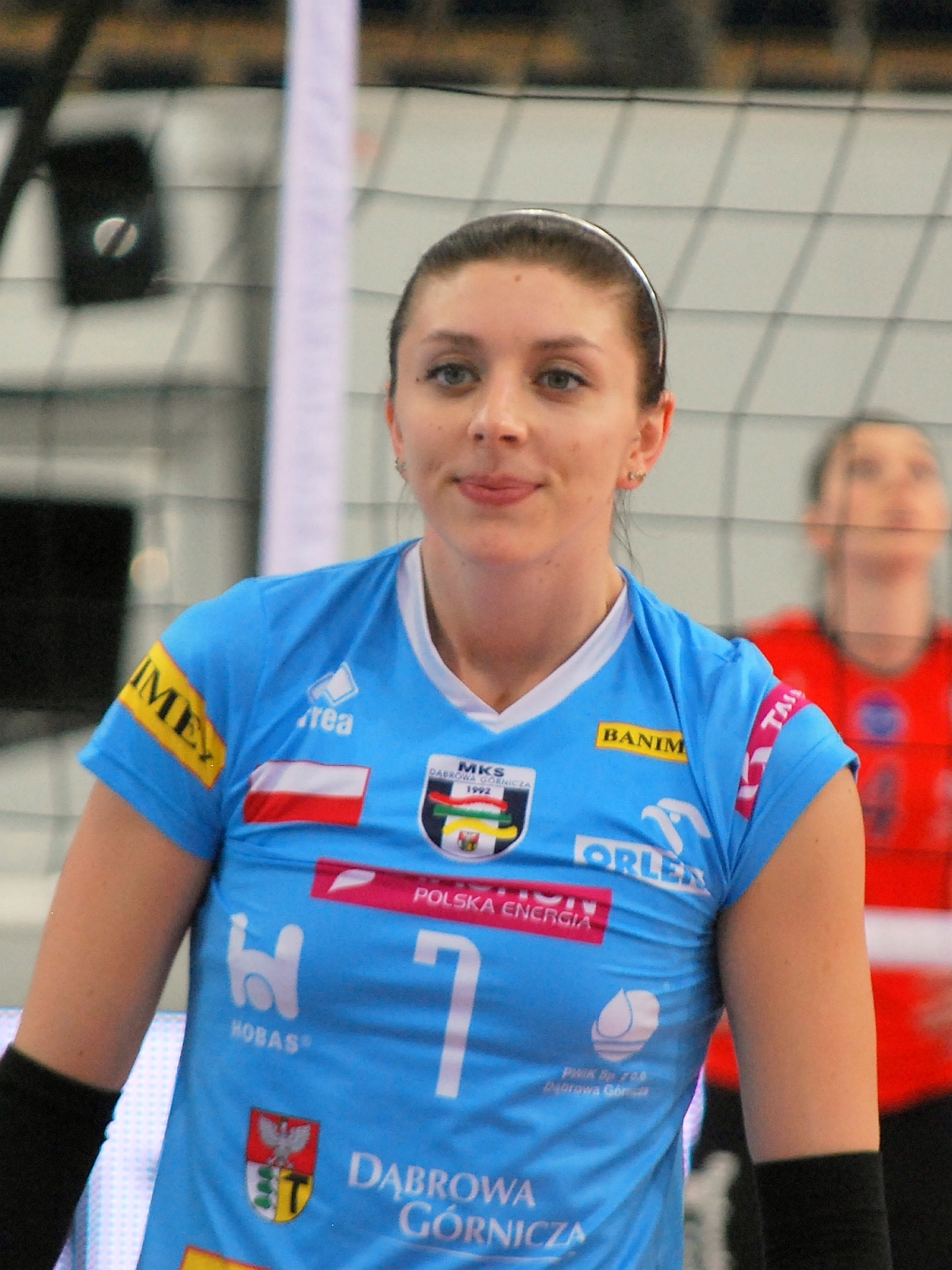
Gina Mancuso
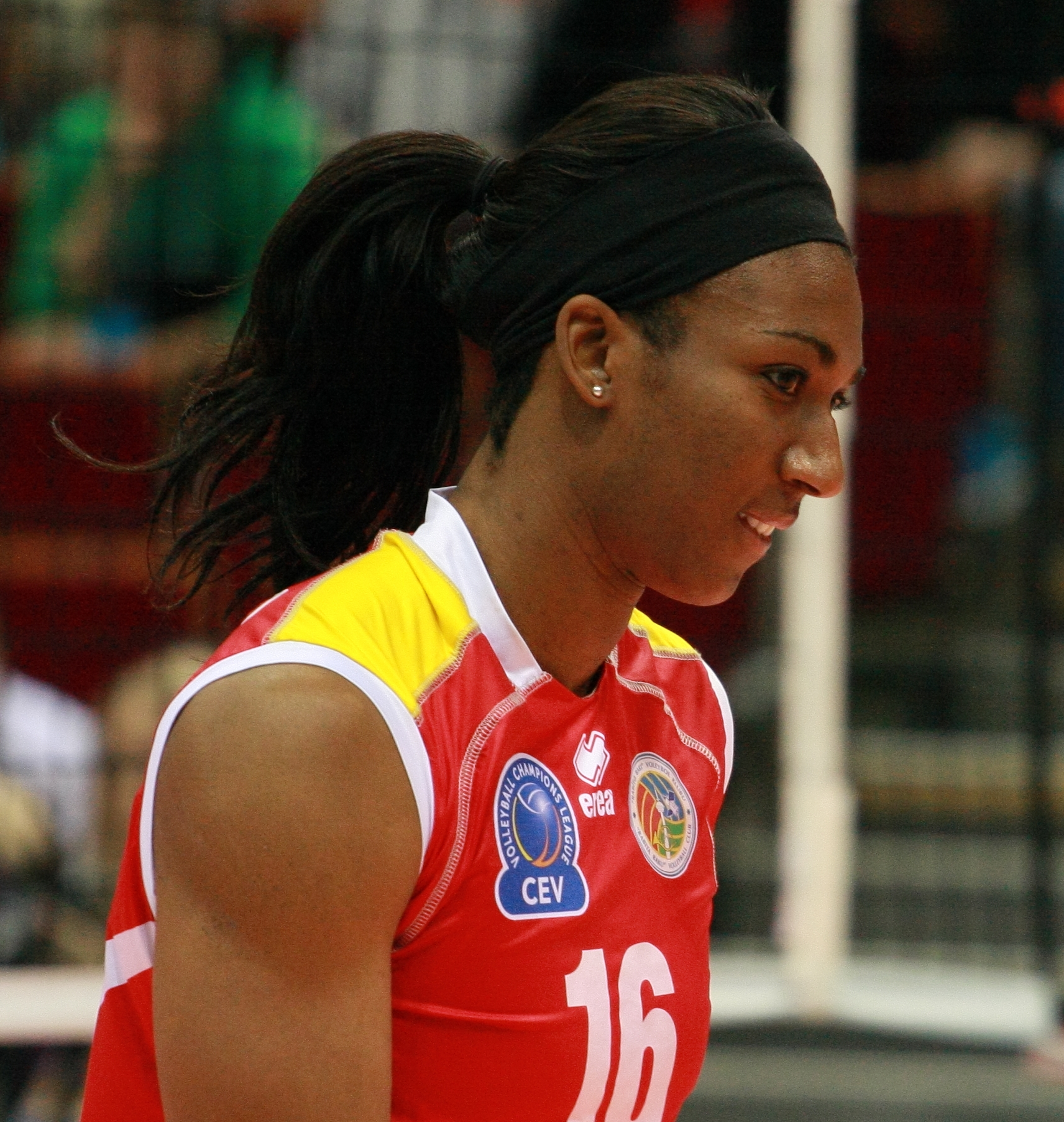
Foluke Akinradewo
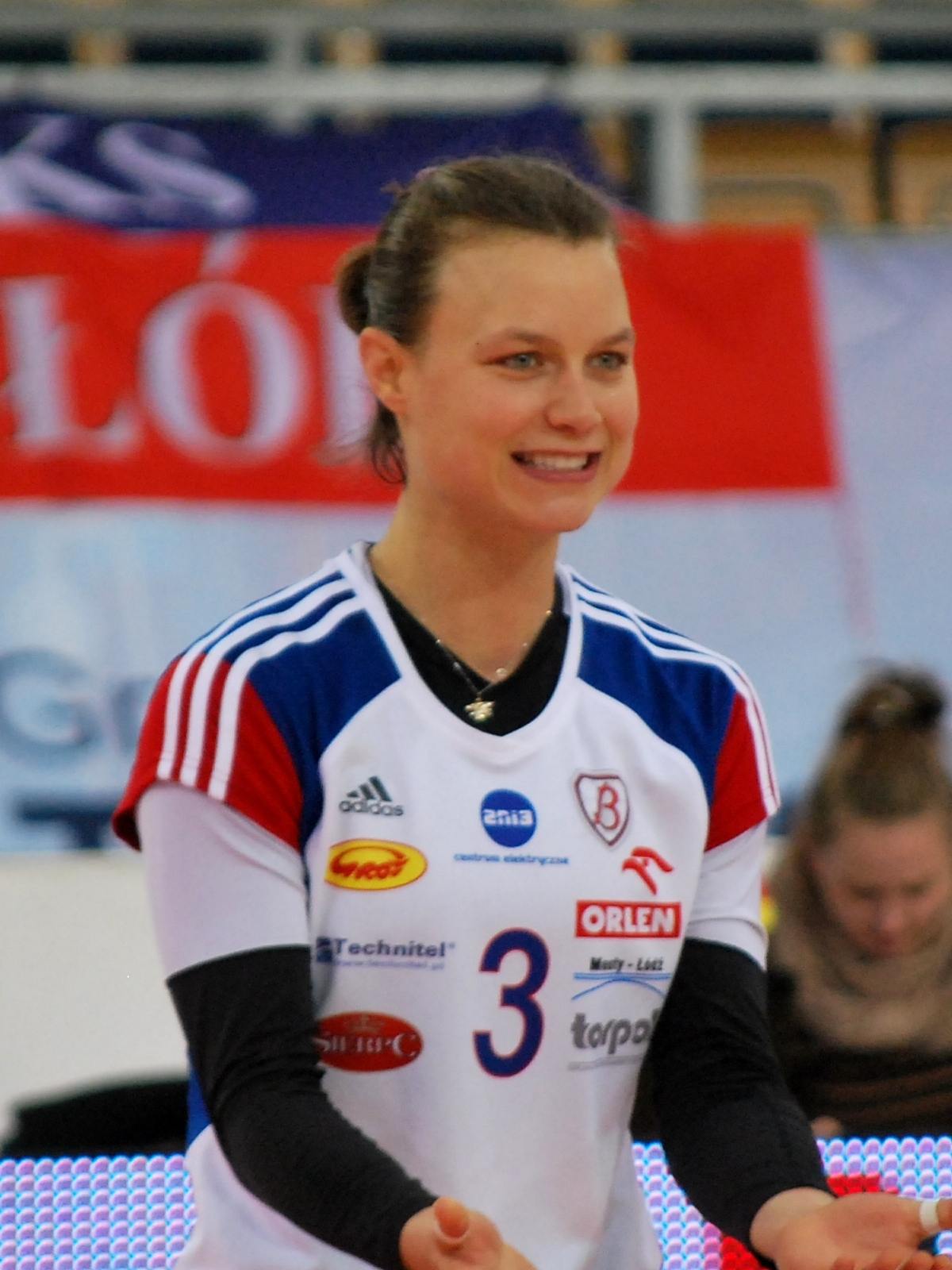
Courtney Thompson
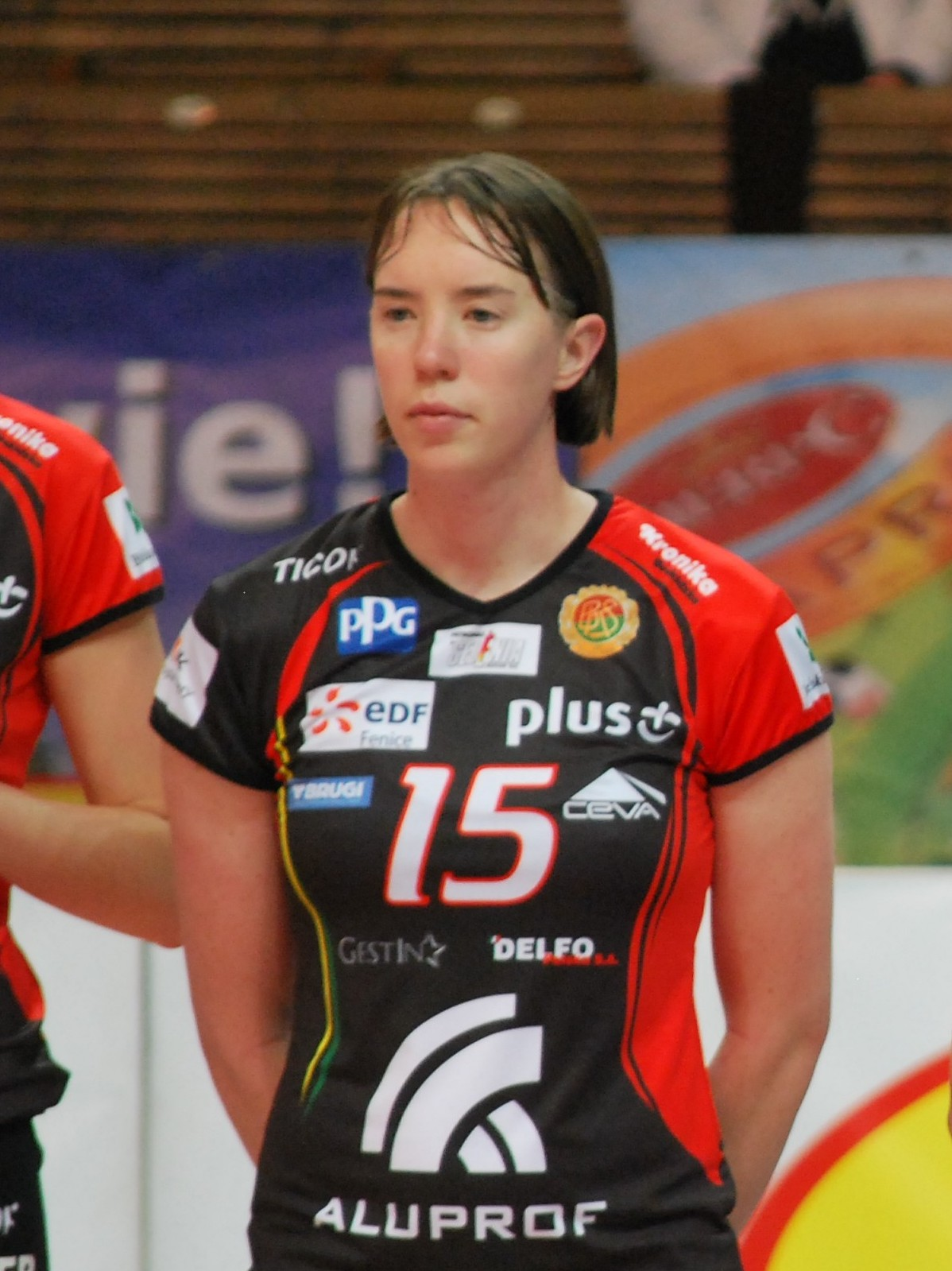
Cassidy Lichtman
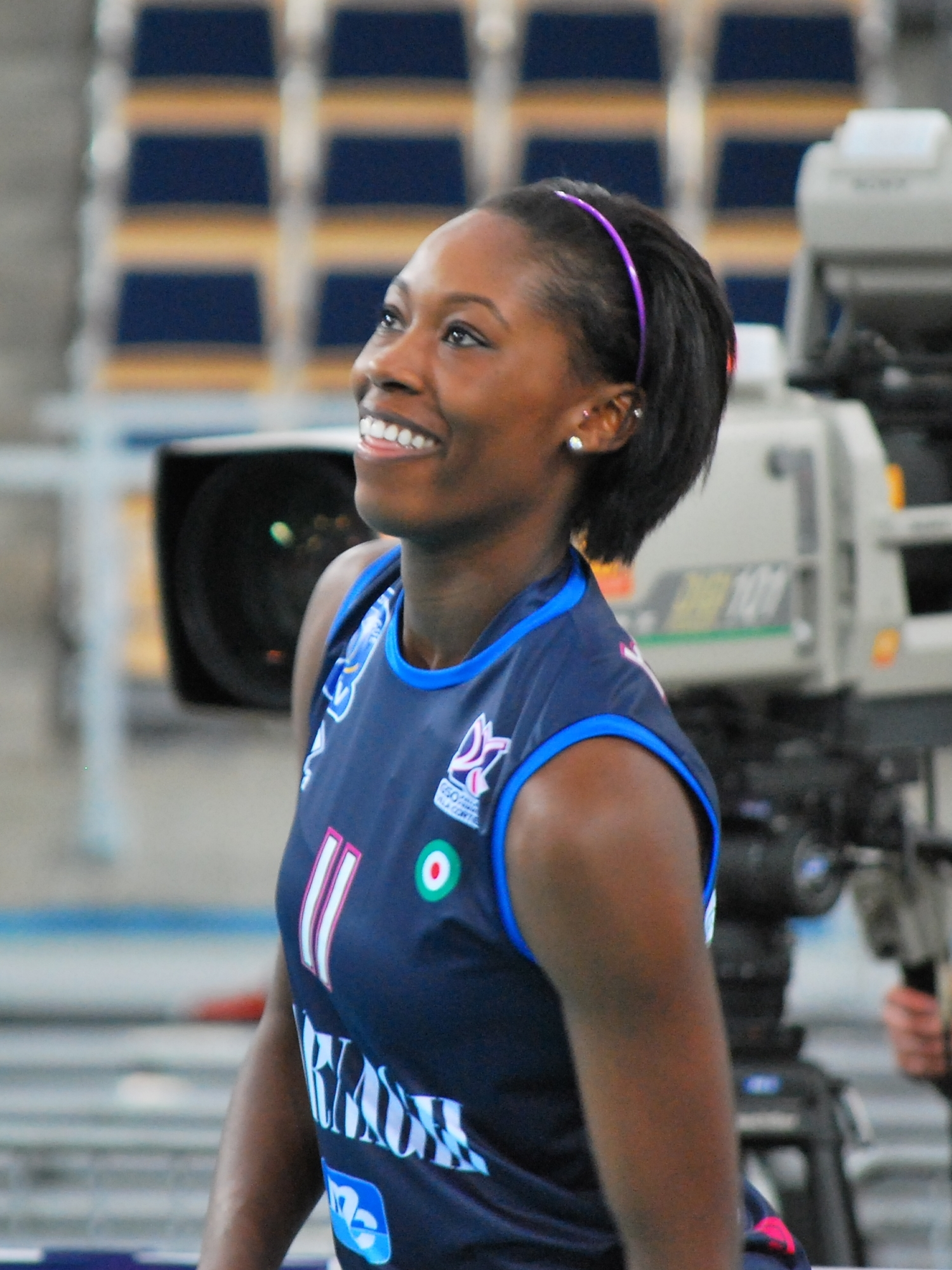
Megan Hodge
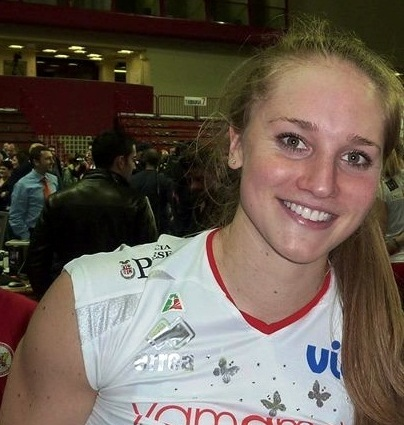
Carli Lloyd
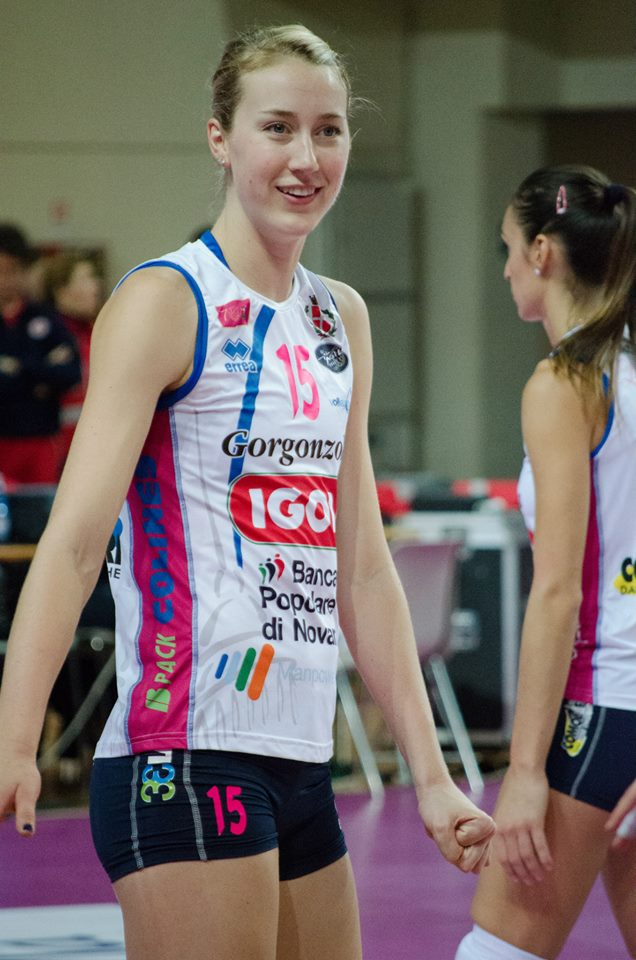
Kimberly Hill
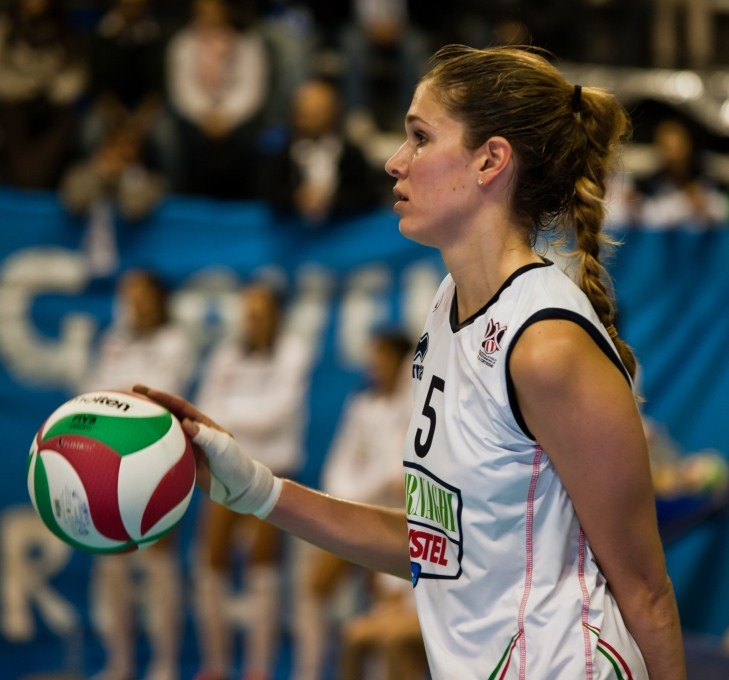
Alexandra Klineman
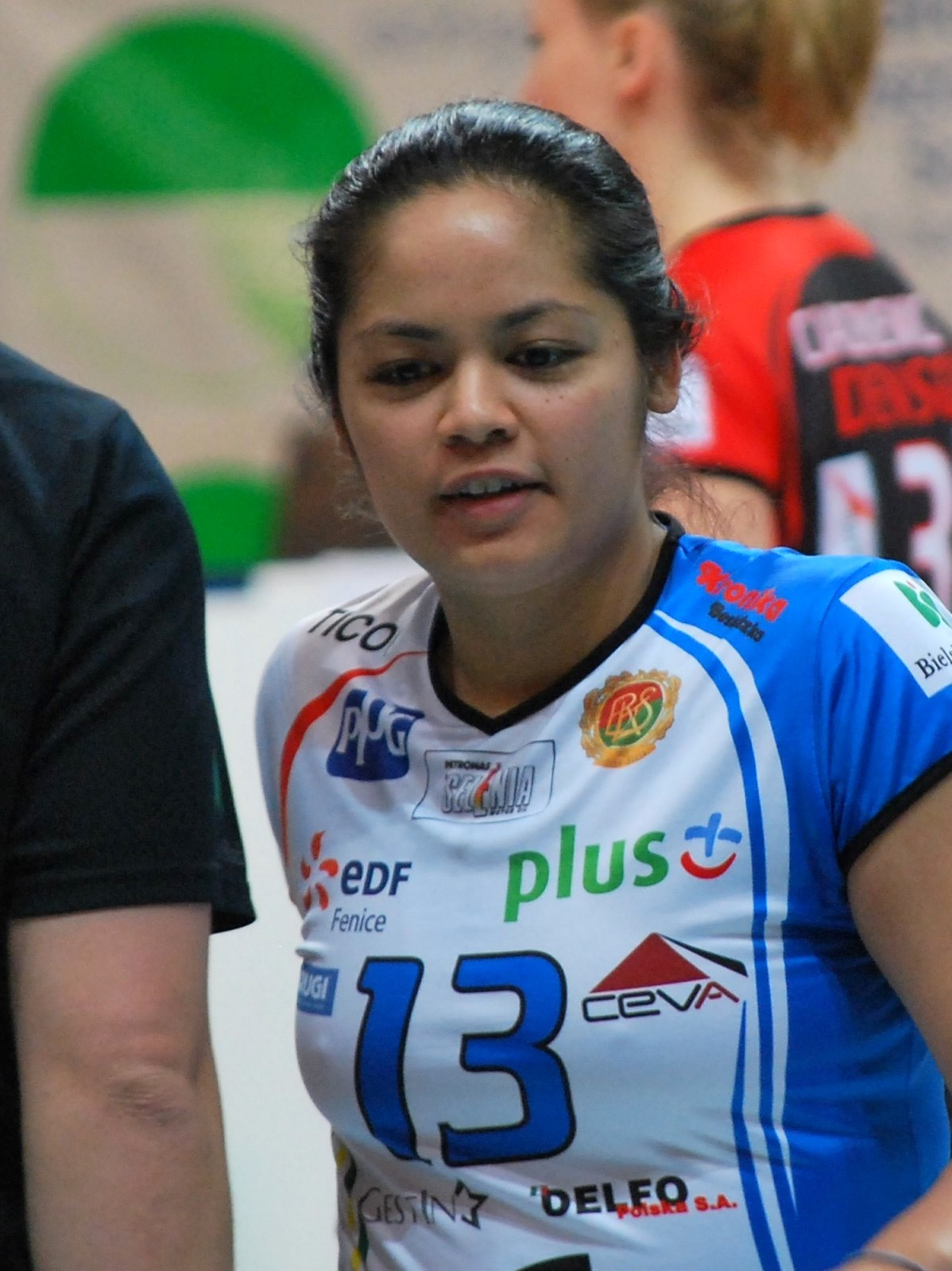
Tamari Miyashiro
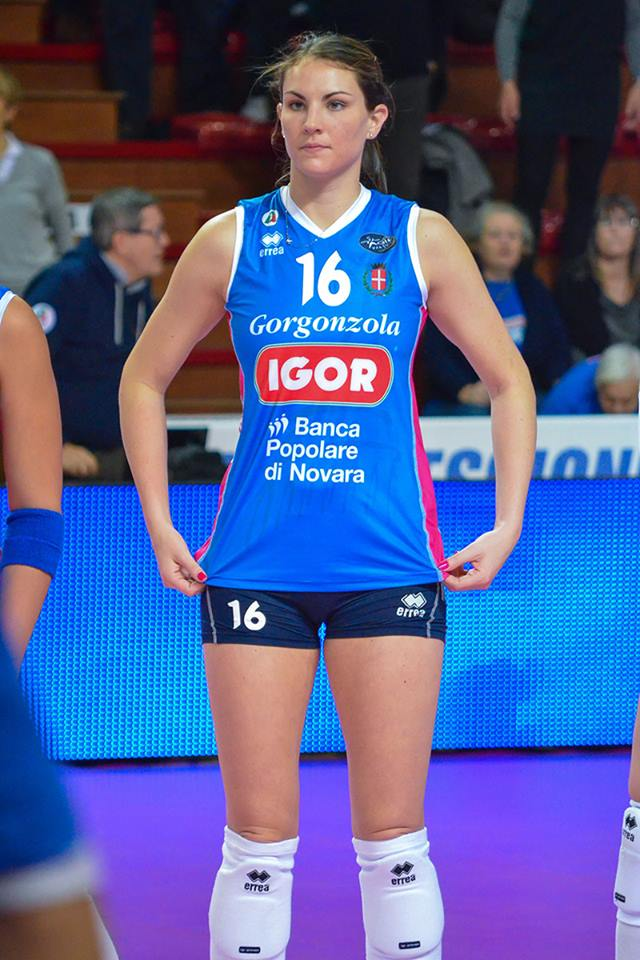
Kelly Murphy